# أنتوني عباد
أنتوني عباد (بالإسبانية: Antoni Abad Roses) هو فنان فيديو ورسام وفنان إسباني، ولد في 1956 في لاردة في إسبانيا.